# Tiamina
La tiamina o vitamina B₁, també anomenada «tio-vitamina» (vitamina que conté sofre) és una vitamina hidrosoluble del complex B. Primerament anomenada aneurin degut als efectes neurològics perjudicials de la seva manca en la dieta, li va ser finalment assignat el nom genèric descriptiu de vitamina B₁. Els seus derivats de fosfat estan implicats en molts processos cel·lulars. La forma més ben caracteritzada és el pirofosfat de tiamina (TPP, de l'anglès thiamine pyrophosphate), un coenzim en el catabolisme de sucres i aminoàcids. En els llevats, el TPP també és necessari per al primer pas de la fermentació alcohòlica. Si hi ha una mancança d'aquesta es pot patir la malaltia del Beri-Beri.
Tots els organismes vius presenten tiamina en la seva bioquímica, però només se sintetitza en bacteris, fongs, i plantes. Els animals l'han d'obtenir de la dieta, i per això per a ells es tracta d'una vitamina. Un consum insuficient en els ocells produeix una polineuritis característica, i en els mamífers resulta en una malaltia anomenada beri-beri, que afecta el sistema nerviós perifèric (polineuritis) i/o el sistema cardiovascular, amb un resultat fatal si no era curat mitjançant l'administració de tiamina. En cas de deficiència no tan severa, els senyals no específics inclouen malestar, pèrdua de pes, irritabilitat i confusió.

Hi ha encara avui en dia molta feina dedicada a dilucidar els mecanismes exactes pels quals la carència de tiamina condueix als símptomes específics observats (vegeu més avall). Nous derivats de fosfat de tiamina han estat descoberts. S'han descobert derivats de tiamina amb farmacocinètics millorats i s'han de considerar més eficaços en l'alleujament dels símptomes de deficiència de tiamina i en altres condicions relacionades amb la tiamina, com ara el deteriorament del metabolisme de la glucosa en la diabetis. Alguns d'aquests compostos estan representats en el següent dibuix:

Farmacocinètics importants

.

## Història: El descobriment de vitamines i la lesió bioquímica
La tiamina va ser la primera de les vitamines solubles en aigua a ser descrita, conduint, d'una banda, al descobriment de més compostos de traça essencials per a la supervivència i, de l'altra, a la idea de vitamina.
Textos mèdics xinesos ja es referien al beri-beri (una malaltia per carència de tiamina) l'any 2700 AC. L'any 1884 Kanehiro Takaki (1849-1920), un general cirurgià de l'armada japonesa va rebutjar la teoria de gèrmens prèvia i va atribuir la malaltia a una dieta insuficient. Canviant la dieta en vaixells de l'armada, va descobrir que substituint l'arròs blanc per arròs d'ordi marró desapareixia el beri-beri (va ser sobrenomenat "Baró d'Ordi" després d'obtenir el títol nobiliari). Tanmateix, va atribuir incorrectament el benefici al consum de nitrogen, ja que la vitamina era una substància desconeguda a l'època.

L'any 1897, Christiaan Eijkman (1858-1930), un metge militar de les Índies holandeses, va descobrir que l'aviram alimentat a partir d'una dieta basada en arròs blanc cuit desenvolupaven paràlisi, que podia ser contrarestada administrant arròs integral (amb la clofolla). Va atribuir aquest fet a un verí de nervi de l'endosperma de l'arròs, el qual no arribava al cos gràcies a la protecció de les capes exteriors del gra. Eijkman va ser guardonat amb el Premi Nobel de Medicina o Fisiologia l'any 1929, perquè les seves observacions portaren a la descoberta de les vitamines. Un company seu, Gerrit Grijns (1865-1944), va interpretar correctament la connexió entre consum excessiu d'arròs blanc i beri-beri el 1901: va concloure que l'arròs conté un nutrient essencial en les capes exteriors del gra, que és absent en l'arròs blanc.

Estructura química de la tiamina

El 1911, Casimir Funk va aïllar una substància antineurítica de segó d'arròs que va anomenar 'vitamina' (a causa de la presència d'un grup aminat). El 1926, els químics holandesos, Barend Coenraad Petrus Jansen (1884-1962) i el seu col·laborador més proper, Willem Frederik Donath (1889-1957) van aïllar i cristal·litzar l'agent actiu, i el 1934 el químic estatunidenc Robert Runnels Williams (1886-1965) en va determinar l'estructura. el 1936, el mateig grup va sintetitzar la tiamina.
En un principi va ser anomenada 'aneurin' (de vitamina antineurítica). Sir Rudolph Peters, a Oxford, va presentar coloms privats de consum de tiamina com a model per entendre com una deficiència de tiamina pot conduir als símptomes fisiopatològics del beri-beri. En efecte, l'alimentació dels coloms amb arròs blanc porta a un comportament fàcilment recognoscible de retracció del cap, una condició anomenada 'opistòton'. Si no es tracta, l'animal mor després d'uns quants dies. L'administració de tiamina durant l'etapa d'opistòton condueix a una cura completa de l'animal en tan sols 30 min. Donat que no es va observar cap modificació morfològica en el cervell del coloms abans i després del tractament amb tiamina, Peeters va introduir el concepte de «lesió bioquímica».

Quan Lohman i Schuster (1937) mostraren que el derivat de la tiamina difosforilada (difosfat de tiamina, ThDP) era un cofactor requerit per a la descarboxilació oxidativa del piruvat, (una reacció de la qual ara se sap que es catalitza per la piruvat deshidrogenasa), el mecanisme d'acció de la tiamina en el metabolisme cel·lular semblava ser dilucidat. Actualment, aquesta visió sembla excessivament simplificada: la piruvat deshidrogenasa és només un dels diversos enzims que requereixen el difosfat de tiamina com a cofactor; a més, altres derivats de fosfat de tiamina s'han descobert des de llavors, i també poden contribuir als símptomes observats durant la deficiència de tiamina.

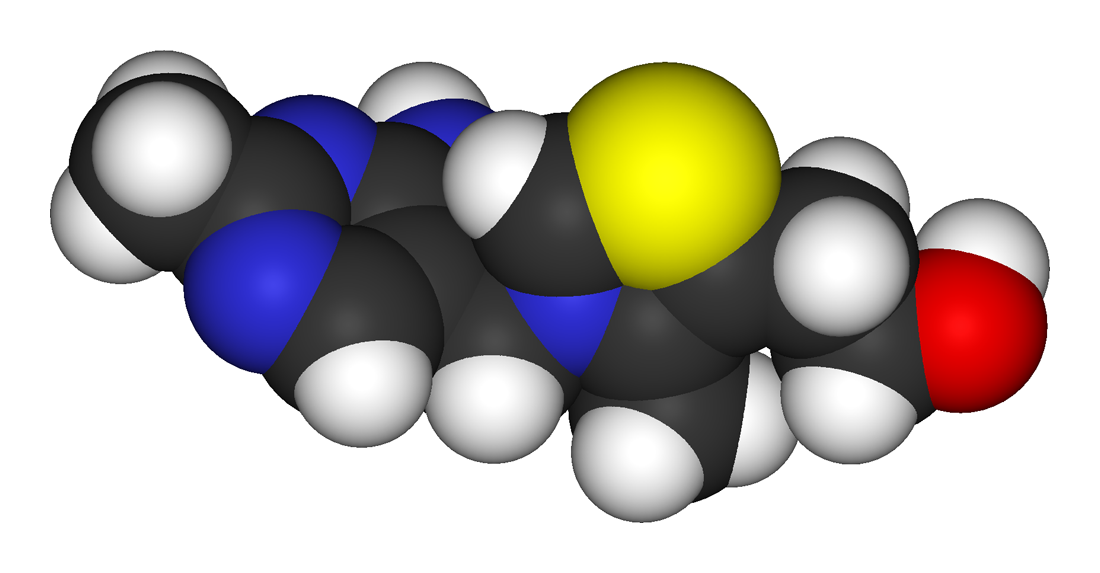
Estructura tridimensional de la tiamina

Finalment, el mecanisme pel qual la fracció de tiamina del ThDP exerceix la seva funció de coenzim mitjançant la substitució del protó en la posició 2 de l'anell de tiazol va ser aclarit per Ronald Breslow l'any 1958.

## Biosíntesi
Les vies de biosíntesi dels complexos de tiamina ocorren en bacteris, alguns protozous, plantes i fongs. El tiazol i les fraccions pirimidíniques se sintetitzen de manera separada per després unir-se i formar ThMP mitjançant la tiamina-fosfat sintetasa (EC 2.5.1.3). Les vies exactes poden diferir entre organismes. En Escherichia coli i altres enterobacteriàcies el ThMP pot ser fosforilat i donar lloc al cofactor ThDP mitjançant una tiamina-fosfat cinasa (ThMP + ATP ThDP + ADP, EC 2.7.4.16). En la majoria dels bacteris i eucariotes, el ThMP és hidrolitzat a tiamina, que llavors pot ser pirofosforilada a ThDP gràcies a l'acció la difosfocinasa de tiamina (tiamina + ATP ThDP + AMP, EC 2.7.6.2).
Les vies de biosíntesi són regulades per riboswitches en tots els organismes que sintetitzen tiamina. Si hi ha una quantitat de tiamina suficient dins la cèl·lula, la tiamina es lliga als gens de codificació de mRNA exigits en la via, evitant la traducció dels enzims. Si no hi ha presència de tiamina no té lloc la inhibició, i els enzims exigits per a la biosíntesi es produeixen. El riboswitch específic, el TPP riboswitch, és l'únic riboswitch identificat tant en organismes eucariotes com procariotes.

## Nutrició

### Presència en els aliments
La tiamina es troba en una gran varietat d'aliments en quantitats reduïdes. El llevat i la carn de porc són les fonts dietètiques més importants de tiamina, en virtut de la seva ubiqüitat.
Per altra banda, els cereals integrals contenen més tiamina que els grans refinats, ja que la tiamina es troba principalment en les capes externes del gra i en el germen (que s'elimina durant el procés de refinació). Per exemple, 100 g de farina de blat integral conté 0,55 mg de tiamina, mentre que 100 g de farina blanca només en conté 0,06 mg. Als Estats Units, la farina processada ha de ser enriquida amb mononitrat (juntament amb la niacina, ferro ferrós, riboflavina i àcid fòlic) per reemplaçar el perdut en el procés.
Alguns altres aliments rics en tiamina són la farina de civada, el lli, les llavors de gira-sol, l'arròs i el sègol integrals, els espàrrecs, les cols, la coliflor, les patates, les taronges, el fetge (de boví, porc i pollastre) i els ous.
L'hidroclorur de tiamina (Betaxin) és un additiu cristal·lí higroscòpic de color blanc. S'utilitza en els aliments per donar gust caldós o de carn a salses o sopes. És un intermediari natural que resulta d'una reacció tiamina-HCl, que precedeix a la hidròlisi i la fosforilació, abans que sigui finalment emprada (en forma de TPP) en una sèrie de reaccions enzimàtiques d'aminoàcids, greixos i hidrats de carboni.

### Referència de la ingesta diària i altes dosis
La ingesta diària recomanada (RDA, de l'anglès reccomended dietary allowance) en la majoria de països es troba al voltant d'1,1 mg en les persones adultes (1,4 mg en dones embarassades i mares lactants). No obstant això, proves fetes a partir de dones voluntàries amb dosis diàries de 50 mg han mostrat un augment en l'agudesa mental. No hi ha informes disponibles sobre possibles efectes adversos del consum de tiamina per excés d'ingestió d'aliments i suplements. Com que les dades són insuficients per a una avaluació quantitativa del risc, cap nivell de consum tolerable superior pot ser derivat de la tiamina.

### Antagonistes
La tiamina en els aliments pot ser degradada de diverses maneres. Els sulfits, que s'afegeixen als aliments en general com a conservant, ataquen la tiamina en l'estructura del pont de metilè, tallant l'anell de pirimidina de l'anell de tiazol. En condicions d'acidesa la taxa d'aquesta reacció augmenta. La tiamina és degradada per tiaminases termolàbils (presents en peixos i mariscs crus). Algunes tiaminases són produïdes per bacteris. Les tiaminases bacterianes són enzims de la superfície cel·lular que s'han de dissociar de la membrana abans de ser activats; la dissociació pot ocórrer en remugants en condicions d'acidosi. Els bacteris de la panxa també redueixen el sulfat a sulfit. És per això que l'alta ingesta diària de sulfat pot tenir activitats antagòniques de la tiamina.
Els antagonistes de la planta de tiamina són estables a la calor i es produeixen tant en orto- com para-hidroxifenols. Alguns exemples d'aquests antagonistes són l'àcid cafeic, l'àcid clorogènic i l'àcid tànnic. Aquests compostos interaccionen amb la tiamina per oxidar l'anell tiazol, la qual cosa el fa incapaç de ser absorbit. Dos flavonoides, quercetina i la rutina, també han estat descrits com a antagonistes de la tiamina.

## L'absorció i el transport

### Absorció
La tiamina és alliberada per l'acció de la fosfatasa i pirofosfatasa en l'intestí prim superior. A baixes concentracions, el procés es du a terme per transport mediat i en concentracions més altes, l'absorció es produeix per difusió passiva. El transport actiu és més gran en el jejú i l'ili (que és inhibit pel consum d'alcohol i per la deficiència de fòlic). Hi ha disminució en l'absorció de tiamina quan es produeix un consum diari superior a 5 mg. Les cèl·lules de la mucosa intestinal tenen activitat de la tiamina pirofosfocinasa, però no és clar si l'enzim està relacionat amb l'absorció activa o no. La major part de la tiamina present en l'intestí es troba en la forma ThDP pirofosforilada, però quan la tiamina arriba a la part serosa de l'intestí, ho fa sovint de forma lliure. L'absorció de la tiamina per la cèl·lula de la mucosa està probablement relacionada d'alguna manera amb la seva fosforilació / desfosforilació. A la part serosa de l'intestí s'ha demostrat que la descàrrega de la vitamina per aquestes cèl·lules és dependent de Na+ - dependent ATPasa.

### Enllaços a les proteïnes sèriques
La majoria de la tiamina en el sèrum està unida a proteïnes, principalment a l'albúmina. Aproximadament el 90 per cent del total de tiamina en sang es troba en els eritròcits. Una unió a proteïnes específiques anomenades proteïnes d'unió a la tiamina (TBP, de l'anglès thiamine binding protein) s'ha identificat en el sèrum de rata i es creu que és una proteïna transportadora regulada per hormones, que és important per a la distribució de la tiamina en els teixits.

### Absorció cel·lular
L'absorció de tiamina per les cèl·lules de la sang i altres teixits es produeix per mitjà de transport actiu i difusió passiva. Al voltant del 80 per cent de la tiamina intracel·lular és fosforilada i la majoria s'uneix a proteïnes. En alguns teixits, l'absorció de la tiamina i la secreció sembla estar mediada per un transportador de tiamina soluble que és dependent de Na+ i un gradient de protons transcel·lular.

### La distribució tissular
L'emmagatzematge de tiamina en humans és de 25 a 30 mg amb les majors concentracions en el múscul esquelètic, cor, cervell, fetge i ronyons. El monofosfat de tiamina (ThMP, de l'anglès thiamine monophosphate) i la tiamina lliure (no fosforilada) són presents en el plasma, la llet, el líquid cefalorraquidi i en gairebé tots els fluids extracel·lulars. A diferència de les formes altament fosforilades de la tiamina, el ThMP i la tiamina lliures poden travessar les membranes cel·lulars. El contingut de tiamina en els teixits humans és menors que en altres espècies.

### Excreció
La tiamina i els seus metabòlits (àcid carboxílic 2-metil-4-amino-5-pirimidina, àcid 4-metil-tiazol-5-acètic i àcid acètic tiamina) s'excreten principalment en l'orina.

## Les funcions dels fosfo-derivats de la tiamina
La tiamina és, principalment, la forma de transport de la vitamina, mentre que les formes actives són les formes fosforilades derivades de la tiamina. Es coneixen cinc derivats naturals de la fosfotiamina: el monofosfat de tiamina (ThMP), el difosfat de tiamina (thDP) anomenat molt sovint pirofosfat de tiamina (TPP), el trifosfat de tiamina (ThTP), l'adenosina tiamina trifosfat (AThTP) i l'adenosina tiamina difosfat (AThDP).

### Monofosfat de tiamina
No es coneix cap funció fisiològica del ThMP.

### Difosfat de tiamina
La síntesi del difosfat de tiamina (ThDP), també coneguda com a pirofosfat de tiamina (TPP) o cocarboxilasa, és catalitzada per un enzim anomenat tiamina difosfocinasa a partir de la reacció següent:
Tiamina + ATP → TPP + AMP (enzim catalitzador: 2.7.6.2)
El TPP és un coenzim de molts enzims que catalitzen la transferència d'unitats de dos àtoms de carboni i en particular la deshidrogenació (descarboxilació i subsegüent conjugació amb el coenzim A) de 2-oxoàcids (α-cetoàcids). A tall d'exemple, destaquen els següents enzims:
- Presents en moltes espècies: la piruvat deshidrogenasa i el 2-oxoglutarat deshidrogenasa (α-cetoglutarat deshidrogenasa, la cadena bifurcada d'α-cetoàcid dehidrogenasa, la 2-hidroxiphytanoyl-CoA liasa i la transcetolasa.

- Present en algunes espècies: la piruvat descarboxilasa (en llevats) i altresenzims bacterians addicionals

Els enzims transcetolasa, piruvat deshidrogenasa (PDH) i el 2-oxoglutarat deshidrogenasa (OGDH) tenen importància en el metabolisme dels glúcids. La trancetolasa és un enzim citosòlic que té un paper clau en la via de les pentoses fosfat. Aquesta ruta és essencial per a la biosíntesi de les pentoses ribosa i desoxiribosa. El PDH mitocondrial i l'OGDH són catalitzadors de metabòlits relacionats amb la biosíntesi del trifosfat d'adenosina (ATP), la forma més important de transport d'energia a la cèl·lula. El PDH connecta la glicòlisi amb el cicle de Krebs (també anomenat cicle de l'àcid cítric) mentre que la reacció catalitzada pel OGDH és un pas restringit dins del cicle de Krebs perquè necessitat una quantitat d'energia elevada per iniciar-se. En el sistema nerviós, el PDH també intervé en la producció del neurotransmissor acetilcolina i en la biosíntesi de mielina.

### Trifosfat de tiamina
El trifosfat de tiamina (ThTP) ha estat considerat durant molt temps una forma de la tiamina específica de l'activitat neuronal. Tanmateix, recentment s'ha demostrat que la ThTP existeix en bacteris, fongs, plantes i animals que fan pensar que la ThTP té un paper més molt més general dins de la cèl·lula. En particular a l'Escherichia coli, sembla que té un paper en resposta a la inanició dels aminoàcids.

### Adenosina tiamina trifosfat
L'adenosina tiamina trifosfat (AThTP) es va descobrir en Escherichia coli, on s'acumula com a resultat de la inanició del carboni. AE. Coli, l'AThTP podria representar fins a un 20 per cent de la tiamina total. També existeix en menors quantitats en llevats, en arrels de les plantes i en teixits animals.

### Adenosina tiamina difosfat
L'Adenosina tiamina difosfat (AThDP) existeix en quantitats petites al fetge dels vertebrats. Tanmateix, encara se'n desconeix la funció.

## Malalties genètiques
Les malalties genètiques que afecten al transport de tiamina són rares i poc freqüents però serioses i greus. L'anèmia megaloblàstica responsiva a la tiamina (TRMA) i combinada amb diabetis mellitus i deficiència auditiva sensorineural és una malaltia autosòmica recessiva causada per mutacions al gen SLC19A2, que codifica un transportador de tiamina d'alta afinitat. Els pacients de TRMA no tenen signes de deficiència sistemàtica de tiamina, suggerint que es deu tractar d'una desocupació en el sistema de transport de tiamina. Això ha conduït el descobriment d'un segon centre transportador de tiamina d'alta afinitat codificat pel gen SLC19A3. La síndrome de Leigh (SNEM) és un trastorn neurodegeneratiu heretat i progressiu que afecta principalment la mainada durant els primers anys de vida. Les similituds patològiques entre la síndrome de Leigh i el WE ha portat a la hipòtesi que la causa és un defecte en el metabolisme de la tiamina i no en la concentració. Un dels descobriments és per ara l'anormalitat trobada en l'activació del complex PDH.
Altres malalties en què està implicada la funció de la tiamina són: la SNEM, una síndrome paraneoplàsica i l'atàxia estacional nigeriana. A més, s'han descrit alguns trastorns heretats d'enzims dependents de ThDP, possiblement com a resposta al tractament de tiamina.

## Recerca
La recerca en aquest camp, està centrada principalment en els mecanismes pels quals la deficiència de tiamina condueix a una mort neuronal en relació amb la psicosi de Wernkicke Korsakoff. Un altre camp de recerca important és el que s'ocupa de l'estudi molecular per entendre, a aquest nivell, els mecanismes que intervenen en la catàlisi de ThDH. La investigació també ha estat focalitzada en l'estudi i la comprensió dels papers i funcions a més dels de cofactors d'alguns d'altres derivats com la ThTP o la ATHTP.

### Estudis del mecanisme pel qual la deficiència de tiamina condueix a la mort neuronal selectiva
Experimentalment, la inducció del beri-beri amb mielopatia a pollastres pot ser un bon model per estudiar aquestes formes de mielopatia en vista de diagnòstics i tractaments. A partir d'estudis que utilitzen models de rata, s'ha observat una relació entre la deficiència de tiamina i una carcinogènesi de còlon. El model de rates també s'utilitza en la investigació d'encefalopaties de Wernicke. Els ratolins amb carència de tiamina són un clàssic model d'estrès oxidatiu sistemàtic molt utilitzat en la recerca de la malaltia d'Alzheimer.

### Mecanismes catalítics dels enzims dependents de ThDP
Molts estudis estan centrats a entendre la interacció entre la ThDP i els enzims dependents de ThDP a la catàlisi.

### Funcions dels derivats de tiamina més enllà de la de cofactor
Existeixen altres compostos de tiamina, a més del ThDH, en la majoria de cèl·lules de molts organismes, entre els quals bacteris, fongs, plantes o animals. Entre aquests compostos hi ha el trifosfat de tiamina (ThTP) i el trifosfat d'adenosina (ATP) dels quals es pensa que tenen papers més enllà del de cofactor. Tanmateix, fins al moment, es desconeix en quina mesura hi participen en la causa de símptomes.

### Carbens persistents
La producció d'1,2-di(furan-2-yl)-2-hydroxyethanone a partir del furfural està catalitzada per tiamina a través d'un carbè (molècula que conté parells d'electrons de valència lliures del centre carboni) relativament estable. Aquesta reacció, estudiada el 1957 per R .Breslow, va ser la primera prova de l'existència de carbens persistents.